# Le piogge di Ranchipur
Le piogge di Ranchipur (The Rains of Ranchipur) è un film del 1955 diretto da Jean Negulesco con Richard Burton, Lana Turner, Fred Mc Murray, Joan Caulfield e Michael Rennie. Rifacimento di un film precedente del 1939, La grande pioggia con Tyrone Power e Myrna Loy, la sceneggiatura di Merle Miller si basa su The Rains Came, romanzo di Louis Bromfield pubblicato a New York nel 1937.

## Trama
La moglie annoiata di un funzionario inglese intraprende una relazione con un medico indiano contro il volere specialmente della madre di lui, principessa di antico lignaggio. Finché un terremoto ed un'inondazione riequilibrano il tutto.

## Produzione
Le riprese del film - prodotto dalla Twentieth Century Fox e girato a Lahore, nel Pakistan e nel ranch della Twentieth Century-Fox di Malibu, in California - iniziarono il 15 agosto per terminare a metà settembre 1955. Il film fu girato a colori (De Luxe) e in CinemaScope con lenti Bausch & Lomb; per il sonoro venne usato il sistema 4-Track Stereo Western Electric Recording.

## Distribuzione
Il copyright del film, richiesto dalla Twentieth Century-Fox Film Corp., fu registrato il 15 dicembre 1955 con il numero LP5962. Negli Stati Uniti, distribuito dalla Twentieth Century Fox, il film uscì nelle sale in dicembre, preceduto da una prima a New York (15 dicembre) e una a Los Angeles (16 dicembre 1955).

## Riconoscimenti
Nel 1956, il film ottenne una candidatura all'Oscar per i migliori effetti speciali.